# Сонмох
Сонмох (Hypnum) — рід мохів родини Hypnaceae. Рід має космополітичне поширення.

## Розповсюдження
Види гіпнуму зустрічаються на всіх континентах, крім Антарктиди. Види зазвичай зустрічаються в регіонах з помірним кліматом.

## Середовище існування
Види гіпнуму зазвичай зустрічаються у вологих лісових районах на гниючих колодах, тоді як деякі види є водними. Види також можна зустріти на ґрунті, скелях і живих деревах.

## Деякі види
- Hypnum acanthoneuron Schwägr.[1]
- Hypnum acanthophyllum Mont.[1]
- Hypnum circinale Hook.[5]
- Hypnum crispifolium Hook.[5]
- Hypnum cupressiforme Hedw.[5]
- Hypnum curvifolium Hedw.[6]
- Hypnum involuta (Hedw.) P.Beauv.[7]